# Нейзац (могильник)
44°59′40″ с. ш. 34°20′26″ в. д.
Нейзац (Могильник Нейзац) — крупный археологический комплекс (могильник) II—IV века сарматского периода. Находится в Белогорском районе Крыма, в пределах Внутренней гряды Крымских гор, примерно в 1 км южнее села Баланово на склоне горы Ташлы-Баир, между правым берегом реки Зуя и лесом.

## Описание
С 1996 года по 2015 год экспедицией Таврического университета имени Вернадского (с 2014 года — Крымского федерального университета) проводилось систематическое изучение могильника. За почти 20 лет работы (исключая 1998 год) раскопано около 8000 м² памятника, открыто 599 погребальных сооружений, из которых 88 склепов, 195 подбойных и 316 грунтовых могил.
Первые захоронения датированы рубежом I—II века. Это самые ранние из известных сарматских погребений в Крыму. Открытие, по мнению Храпунова, позволяет «по новому осмыслить проблему проникновения сарматов в предгорный Крым». Ранние погребальные комплексы, сооружённые до III века, представлены индивидуальными подбойными и грунтовыми могилами. В первой половине III века появляются склепы Т-образной конструкции, семейные усыпальницы — в них обычно находили от 6 до 8 костяков. С IV века склепы становятся основным видом погребальных сооружений, что исследователи связывают с появлением в Крыму алан. Хоронили, в основном, в вытянутом положении на спине, в редких случаях, по остаткам древесины, предполагаются похороны в гробах. В могилы клали керамическую посуду, как местного производства, так и привозную из Херсонеса и Боспора.
В ходе раскопок найдено много стеклянной посуды, особо интересны множество лепных сосудов в виде фигурок баранов. В погребениях встречаются детали одежды, украшения, предметы быта: фибулы, зеркала, пряжки, гривны, кольца, перстни, браслеты (особо выделяются бронзовые браслеты со змеиными головами), серьги, подвески, детали шкатулок и прочее. Различное оружие (в основном только мечи и кинжалы) и части конской упряжи встречаются редко. В погребениях III века найдено большое количество бус, в основном привозных из античных городов, которыми обшивали женскую одежду и делали различные украшения.
В ходе раскопок обнаружены останки 581 погребенного, 39,4 % из них были захоронены в подбойных могилах, 27,8 % — в грунтовых, 22,3 % — в склепах. Покойников женского пола было 204, мужского — 150, детей — 135 (возрастом до 5 лет — 60,4 % детских погребений) и для 92 костяков половая принадлежность не установлена (плохая сохранность материала). Возраст удалост определить для 190 женских костяков, 145 мужских, 129 детских и 67 с неустановленной половой принадлежностью. 48,2 % мужчин и 61 % женжин похоронены в возрасте 20—29 лет — наибольшее количество взрослых захоронений. Зафиксировано 22 случая искусственной деформации черепа нескольких типов.
Последние алано-сарматские захоронения датируются концом IV — началом V века. Особняком стоят один склеп и одна подбойная могила, отнесённые к эпохе Великого переселения народов. Склеп был использован старый, на уже заброшенном кладбище, очищенный от аланских захоронений. В склепе и подбойной могиле были похоронены женщины, в могиле — приблизительно 20-летнего возраста явного монголоидного типа. Историки относят захоронения к гуннской эпохе.
После сезона 2015 года было принято решение о завершении раскопок. К этому времени исследованы все доступные могилы и определены его границы памятника. Были проведены контрольные изыскания к востоку, северу и западу от от изученного участка, показавшие отсутствие вне его захоронений. Южная часть могильника уходит под насыпь плотины Балановского водохранилища, высотой до четырёх метров, а учитывая глубину склепов борта раскопов достигали семиметровой высоты, постоянно осыпающиеся, что делало раскопки опасными. Как далеко под поверхность водохранилища продолжается могильник «невозможно даже предположить»

## История изучения
В 1927 году Н. Л. Эрнст, тогда — заведующий археологическим отделом Центрального музея Тавриды, узнал о самовольных раскопках местными жителями склепов «у колонии Нейзац» (этим он закрепил за памятником название «могильник Нейзац», хотя село Баланово находится гораздо ближе). Из полученного учёным сообщения следовало, что весной 1927 года пасущий скот крестьянин деревни Баланово Евстафий Чупрына, «ковырял кнутовищем землю» и обнаружил подземную пустоту, раскопав которую, увидел подземное помещение. Сообщив о находке местному участковому надзирателю, они, уже вдвоём, раскопали склеп и поместили находки в местном сельсовете. Узнав о находке, ученики Нейзацкой немецкой школы 2-й ступени также провели поиск и раскопки ещё одного склепа в 18 метрах юго-восточнее первого. В обоих склепах нашли захоронения с погребальным инвентарём. Обследовав найденные сооружения и опросив участников раскопок, учёный докопал склепы, составив их чертежи и описание найденных предметов и датировал погребения римской эпохой, аналогичными скифским находкам из Неаполя Скифского. Результаты обследований Эрнст изложил в машинописном отчёте, хранившемся в архиве Института истории материальной культуры и впервые опубликованном в 2011 году в сборнике «Исследования могильника Нейзац».
Есть сведения, что в 1957 году один склеп могильника раскопал А. А. Щепинский, но отчёты и находки из этих раскопок неизвестны. В 1969 году экспедиция Института археологии АН УССР раскопала ещё два склепа, но качество проведения раскопок и описания результатов довольно низкое и позволяет сделать вывод только о времени захоронений — IV век.